# Уханов, Иван Сергеевич
Иван Сергеевич Уханов (20 августа 1940 — 20 сентября 2017) — советский и российский писатель, публицист и редактор, журналист, специальный корреспондент, техник-оператор.

## Биография
Из крестьян. После учёбы в средней школе, служил в армии, работал на стройках.
Окончил историко-филологический факультет Оренбургского педагогического института им. В. П. Чкалова. Работал техником-оператором на строительстве шоссейных дорог, спецкором областной газеты «Южный Урал». В 1980 году переехал в Москву, где стал заместителем главного редактора журнала «Молодая гвардия», с 1972 года избирался членом правления и секретарём Союза писателей России, председателем бюро объединения прозаиков Московской писательской организации (до 1995 года). Был членом редколлегий еженедельника «Московский литератор» и журнала «Молодая гвардия».
С 2002 года занимался творческой работой. Член Союза писателей СССР.

## Творчество
Дебютировал, как писатель в марте 1961 года с рассказом «Настоящий мужчина», опубликованным в областной газете «Комсомольское племя», до этого печатались его зарисовки и очерки в газете Дальневосточного военного округа «Суворовский натиск».
Автор ряда повестей, рассказов и очерков, опубликованных в центральных и областных журналах и газетах. Повести и рассказы издавались в Оренбурге, Челябинске, Москве. Многие произведения И. Уханов основаны на оренбургском материале.

## Избранные произведения
- «Небо детства»,
- «Завтра всё будет иначе»,
- «Играл духовой оркестр» (1974),
- «Светлым днём осени»,
- «Живём один раз»,
- «Окалина»,
- «Побег»,
- «Выстрадать и выстоять»,
- «Каменный пояс» (1974),
- «Оренбургский пуховый платок» (1976),
- «Рыбак в степи»,
- «Свет памяти» (1981),
- «Сокровища асессора Рычкова»,
- книги в серии ЖЗЛ «Рычков» (об «оренбургском Колумбе»).

Книги Ивана Уханова изданы за рубежом на английском, испанском, немецком, польском и арабском языках.
Статьи о творчестве Уханова писали Ю. Бондарев, В. Бондаренко, В. Ганичев, Ю. Зобов, Н. Емельянова, Н. Иванова, Г. Матвиевская, Ю. Нагибин, В. Охитин, В. Потанин, Г. Хомутов, В. Чумаков, Б. Энтин, А. Яхонтов и другие

## Награды
- Орден Дружбы народов,
- Премия Всесоюзного конкурса молодых писателей за «Лучшую книгу года» (1972),
- Премия комсомола Татарской АССР имени Мусы Джалиля (1974),
- Премия Ленинского комсомола (1977),
- Всероссийская Пушкинская литературная премия «Капитанская дочка» (1998),
- Диплом «Золотое перо Московии» 1 степени (2002),
- Международная литературная премия имени Сергея Есенина (2003),
- победитель Международного конкурса имени А. Платонова.

Умер после тяжелой болезни.